# Raszidoddin
Raszidoddin (albo: Raszid ad-Din, pers. رشیدالدین, pełne imię: Raszidoddin Fazlollah Tabib Hamadani) (ur. 1247 w Hamadanie, zm. 17 lipca 1318) – perski mąż stanu i historyk, uważany za jednego z najwybitniejszych historyków średniowiecza.

## Życie
Raszidoddin pochodził z żydowskiej rodziny mieszkającej w Hamadanie. Był kształcony na lekarza, i w takim charakterze dostał się na dwór ilchana Abaki (1265–1282). Mając 30 lat przeszedł na islam. 
Prawdziwie wielką karierę zaczął robić za panowania Mahmuda Ghazana (1295–1304), który w 1298 roku mianował go swoim wezyrem. Był on architektem większości reform tego władcy, i to na jego polecenie rozpoczął pisanie historii Mongołów, która później stała się podstawą jego głównego dzieła, Dżame at-Tawarich (Zbiór kronik). Reformy Raszida rzeczywiście doprowadziły do poprawy kondycji ekonomicznej ludności państwa, chociaż nie w stopniu tak rewolucyjnym, jak to przedstawia on w swoim dziele. Samemu Raszidowi osiągnięta pozycja przyniosła wielkie bogactwo. Dzięki swoim wpływom zdobył on ogromne posiadłości ziemskie w Azji Mniejszej i u podnóża Kaukazu. Administracja mongolskich władców Persji stała się „biznesem rodzinnym”. Z czternastu synów Raszidaoddina ośmiu zarządzało prowincjami imperium na terenie dzisiejszego Zachodniego Iranu, Gruzji, Iraku oraz Azji Mniejszej. Raszid był tak bogaty, że był w stanie ufundować całą dzielnicę w stolicy nowego ilchana Oldżajtu (1304–1316), Soltanije. Ściągnęło to jednak na niego nienawiść wielu ludzi. Za panowania Oldżajtu Raszid musiał walczyć o wpływy w administracji z dwoma innymi nominalnymi wezyrami, Sadoddinem Sawadżim i Tadżoddinem Aliszahem. W roku 1312 udało mu się doprowadzić do skazania na śmierć tego pierwszego i zastąpienia go właśnie Aliszahem. Wkrótce jednak i on stał się jego wrogiem, tak że ilchan zdecydował się rozdzielić sfery zarządzania tych dwóch, tak by ich walka nie paraliżowała działalności administracji. Aliszah miał zarządzać zachodnim Iranem, Irakiem i Azją Mniejszą, zaś Raszid resztą państwa. 
Oldżajtu zmarł 27 grudnia 1316 roku na bliżej nieokreśloną chorobę żołądka, co od razu wywołało pogłoski o otruciu. Po jego śmierci Raszid musiał ustąpić ze stanowiska, jednak powrócił na nie po pewnym czasie dzięki zachęcie i poparciu Czobana, dowódcy wojsk i regenta przy niepełnoletnim synu Oldżajtu Abu Sa’idzie (1317–1335). Wkrótce jednak pod wpływem Aliszaha Czoban wycofał swoje poparcie, i Raszidodin został oskarżony o otrucie Oldżajtu, co było o tyle łatwe, że był on osobistym lekarzem ilchana. Raszid został uznany za winnego i skazany wraz ze swoim niepełnoletnim synem, który miał mu pomagać w dokonaniu zbrodni. 17 lipca 1318, po wcześniejszym zabiciu na jego oczach syna, Raszid został przerąbany mieczem na pół – tak jak niegdyś kazał stracić Sadoddina. Oskarżenia wobec Raszida były bezpodstawne – prawdziwym powodem jego śmierci była nienawiść rywali w walce o władzę i koczowniczej arystokracji, której nie podobały się jego reformy chroniące ludność przed nieograniczonym wyzyskiem. Po dojściu do pełnoletniości i pokonaniu Czobana w roku 1328 Abu Sa’id mianował wezyrem syna Raszida, Mohammada Raszidiego, który kontynuował politykę ojca, twierdząc przy tym, że przebaczył ludziom winnym jego śmierci.

## Dzieło
Mahmud Ghazan polecił Raszidowi napisanie historii Mongołów, począwszy od czasów Czyngis-chana, tak by pamięć o ich czynach nie zaginęła. W ten sposób powstała Tarich-e mobarak-e Ghazani, historia panowania Ghazana i jego przodków. Źródłem do niej była przede wszystkim ustna tradycja Mongołów, znana przez samego chana, przedstawiciela Kubilaj-chana na dworze Ghazana, Czingsanga Boloda, jak i inne osoby na jego dworze. Poza tym Raszid dysponował niezachowanymi do naszych czasów kronikami mongolskimi i dokumentami znajdującymi się w posiadaniu Ilchanidów. Tarich-e mobarak-e Ghazani zostało ukończone niedługo po śmierci Ghazana, ale nowy ilchan, Oldżajtu, zachęcił Raszida do rozszerzenia zakresu swojego dzieła na całą historię ludzkości od Adama począwszy. W związku z powyższym Tarich-e mobarak-e Ghazani stało się tylko rdzeniem poszerzonego dzieła, które ostatecznie otrzymało nazwę Dżame at-Tawarich (Zbiór kronik). Oprócz Mongołów i krajów islamskich w dziele tym omawiano też historię innych znanych Mongołom ludów: Turków, Chińczyków, Hidusów, Żydów i chrześcijan. W przypadku tych ostatnich głównym źródłem, z którego korzystał Raszid była Chronicon pontificum et imperatorum (Kronika papieży i cesarzy) Marcina z Opawy.
Tytuł Dżame at-Tawarich przekłada się często jako „Historia powszechna” i rzeczywiście być może jest to pierwsze dzieło, które na takie miano zasługuje. Największą wartość ma jednak ta część historii Raszida, która pierwotnie stanowiła Tarich-e mobarak-e Ghazani – najważniejsze z istniejących źródło do historii nie tylko Ilchanidów, ale całego imperium mongolskiego, mimo pewnego subiektywizmu w ocenie wypadków, z którymi był związany sam autor. Dzieło Raszidoddina było bardzo obszerne i niestety nie wszystkie jego części dotrwały do naszych czasów. Zawiera ono piękne ilustracje, które wykonano prawdopodobnie pod kierunkiem samego historyka.